# Via romana agli dei

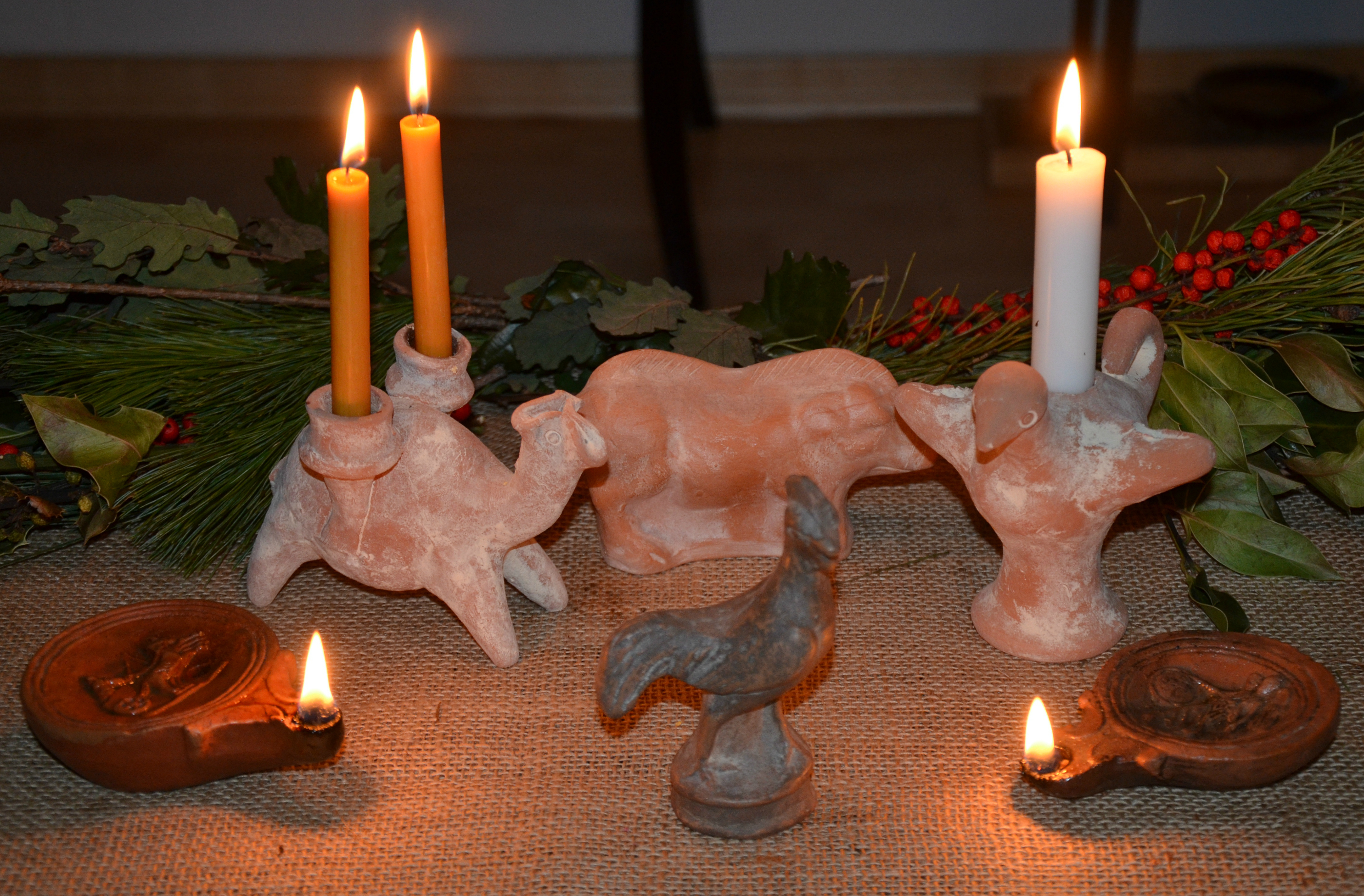
Altare per i Saturnali celebrati da seguaci del tradizionalismo romano-italico.

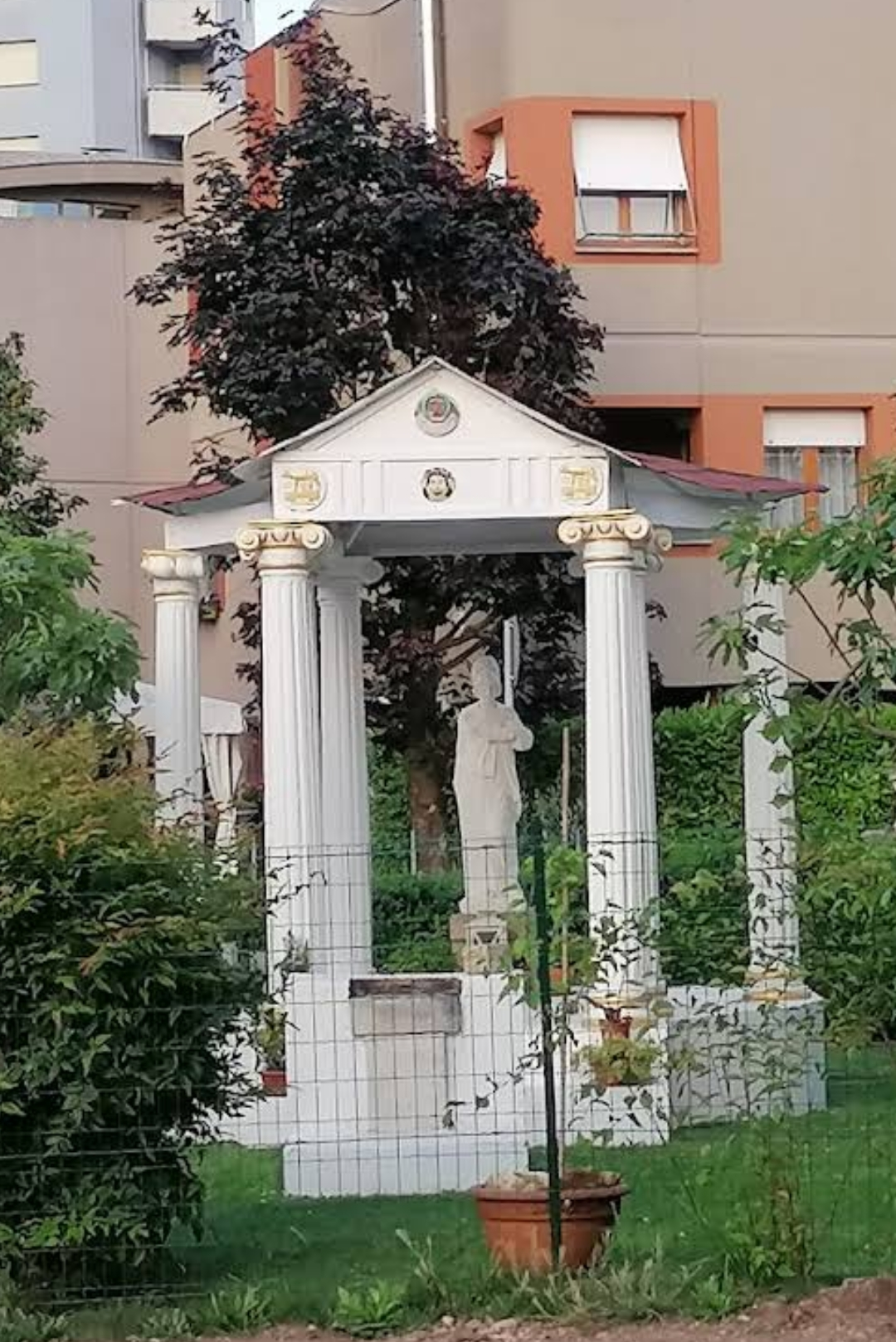
Tempio Gentile di Minerva Medica a Pordenone, costruito dall'Associazione Tradizionale Pietas

La via romana agli dèi, altrimenti detta tradizione romano-italica, tradizionalismo romano-italico o gentilità romano-italica, è la continuazione e riproposizione moderna e contemporanea della religione romana e italica attraverso pratiche tratte o adattate dalla documentazione storica dell'antica Roma. A volte è qualificata, per molti suoi seguaci impropriamente, come neopaganesimo romano-italico.
È praticata in Italia in forma sia individuale che comunitaria, da alcune centinaia di persone, raccolte in diverse associazioni. Gruppi minori esistono anche in altri paesi europei e in Nord America.

## Inquadramento
Alcuni studiosi delle religioni tendono ad associare la via romana agli dèi al gruppo di religioni appartenenti al neopaganesimo, mentre gran parte degli aderenti rifiutano sia tale associazione sia il concetto stesso di neo-paganesimo, come si è venuto a sviluppare negli ultimi decenni del Novecento. Le principali associazioni aderiscono all'organizzazione delle religioni etniche europee dell'ECER (European Congress of Ethnic Religion).

## Culto
La via romana agli dèi è una religione politeista. Tuttavia, a seconda delle sensibilità e come avviene anche in altre tradizioni, alcuni gruppi pongono l'accento sull'unità di fondo del divino, di cui la molteplicità sarebbe espressione.
Alcuni gruppi, come il Movimento Tradizionale Romano, praticano i rituali esclusivamente in ambito privato, altre realtà, come l'ente per la religione classica "Pietas Comunità Gentile", provvedono allo svolgimento di riti aperti al pubblico, prevalentemente presso i templi eretti dal suddetto ente.

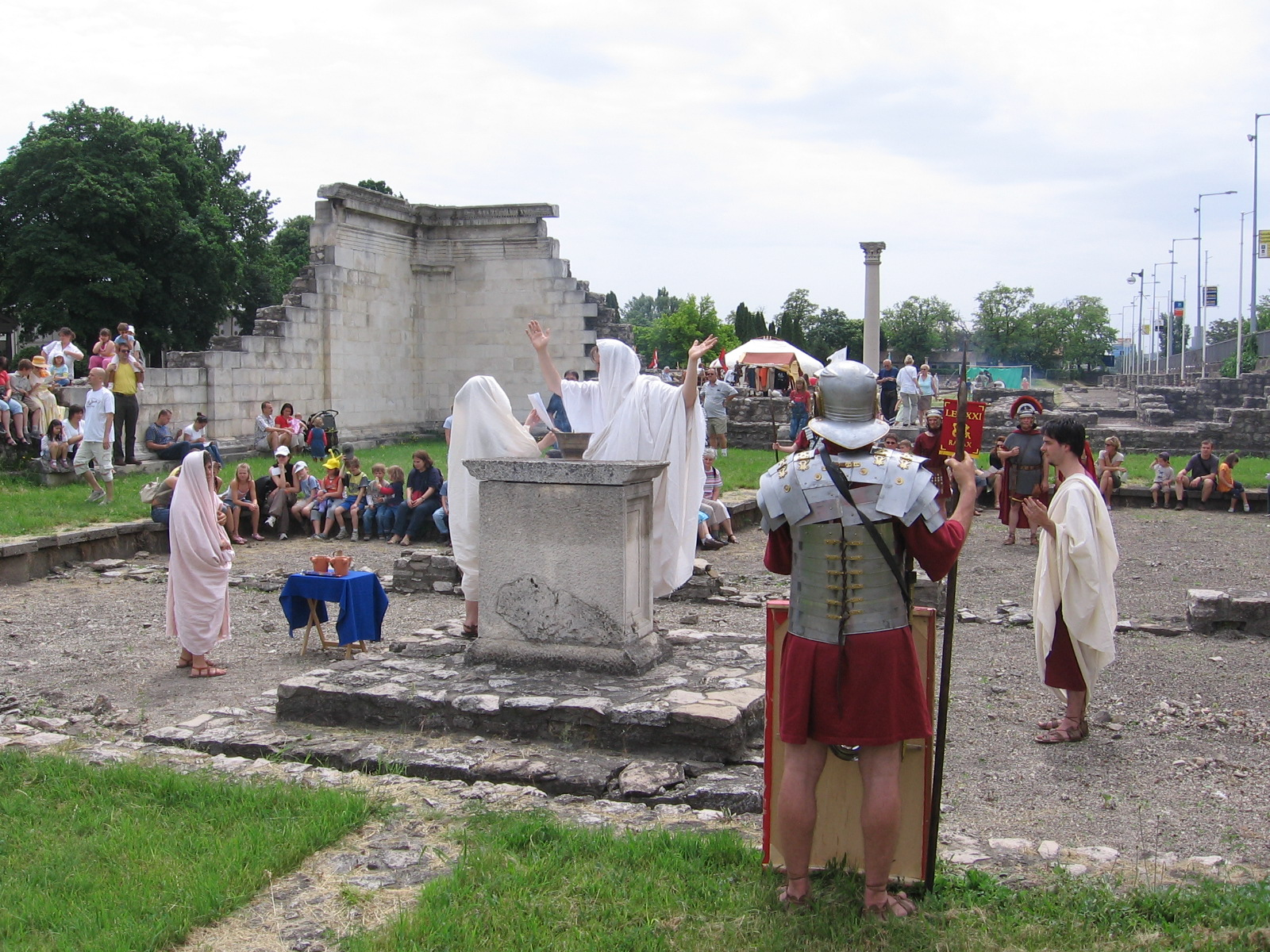
Celebrazione dei Floralia a Budapest (Aquincum) organizzata dall'associazione Nova Roma.

Ogni individuo adulto è sacerdote di sé stesso e venera anzitutto il proprio Genio (o la propria Iuno, nel caso delle donne), i Lari familiari, divinità protettrici della propria casa, i Penati (divinità della Patria), gli dei Mani (spiriti degli antenati), in secondo luogo le divinità, alle quali sono consacrate le festività dell'anno calendariale. Tali dèi sono i dodici Olimpi coi nomi romani (Giove, Giunone, Minerva, Marte, Apollo, Diana, Venere, Bacco, Nettuno, Cerere, Vulcano e Mercurio) e altre divinità come Plutone, Vesta, Proserpina, Ercole, Giano, Saturno, Quirino (ossia Romolo divinizzato), Enea divinizzato, Esculapio, Sol Invictus, Mater Matuta, Anna Perenna, imperatori romani divinizzati come Cesare, Augusto, Traiano, Antonino Pio, Giuliano o Marco Aurelio, la dea Roma, Cibele, Bellona, Tellus, Bona Dea, ecc. e tutte quelle che considera protettrici di sé o della propria famiglia e comunità.
Le occasioni rituali importanti, come i momenti di passaggio della vita (nascita, pubertà, matrimonio, morte), le ordinarie festività annuali, i tre cardini del mese (Calende, none, Idi), i solstizi, gli equinozi e le fasi lunari sono spesso celebrati comunitariamente. In particolare, i riti legati alle fasi lunari, le calende, le none e le idi si basano sulla logica dell'evoluzione spirituale; annualmente il collegio pontificale dell' ente per la religione classica "Pietas Comunità Gentile" elabora il calendario per le festività sulla base di calcoli lunisolari, che vengono poi celebrate dai praticanti in sede privata o presso i templi riedificati.
Di importanza fondamentale è la lettura dei testi antichi pervenuti. La tradizione gentile considera alcuni poemi epici come testi sacri, in particolare l'Iliade e l'Odissea di Omero (ambito greco), e l'Eneide di Virgilio (ambito romano). Altrettanta valenza sacra conservano gli Inni omerici e quelli orfici. Nelle fonti antiche (sia epigrafiche sia letterarie) si rinvengono molte preghiere (Cicerone, Lucrezio, ecc.).

## Storia

### Teorie della continuità
In alcune zone isolate dell'Impero permasero a lungo sacche pagane come la penisola di Maina, nel Peloponneso, dove il cristianesimo si impose tardivamente, nel Medioevo inoltrato. Il monaco bizantino Nikon il Metanoita (Νίκων ὁ Μετανοείτε) fu inviato nel X secolo per convertire i Manioti, che erano rimasti prevalentemente pagani (anche se è difficile stabilire in quale misura questa forma di paganesimo fosse effettivamente simile all'antico politeismo ellenico). Sebbene la predicazione di Nikon avesse avviato il processo di conversione, ci vollero oltre 200 anni affinché la totalità della popolazione accettasse pienamente il cristianesimo, cosa che avvenne solo nell'XI e XII secolo. Patrick Leigh Fermor scrisse che i Manioti, isolati dalle montagne, furono tra gli ultimi greci ad abbandonare la religione pagana, soltanto a partire dalla fine del IX secolo.
Nel De Administrando Imperio, Costantino VII scrisse che i Manioti erano definiti "Ellenici" (che nel greco medievale era l'equivalente del latino paganus) e che furono pienamente cristianizzati solo a partire dal IX secolo, sebbene alcune rovine di chiese del IV secolo indichino una presenza cristiana precoce. Il terreno montuoso della regione permise ai Manioti di sfuggire agli sforzi di cristianizzazione dell'Impero Romano d'Oriente, preservando così a lungo le tradizioni pagane.
Un altro luogo dove rimase una forte influenza pagana fu Harran che, nonostante la persecuzione dei suoi abitanti pagani da parte dell'imperatore d'Oriente Maurizio, rimase una città in gran parte pagana fino al primo periodo islamico. Quando la città fu assediata dagli eserciti del Califfato Rashidun nel 639–640, fu la comunità pagana a negoziare la sua resa pacifica. Sotto il successivo dominio dei califfi, Harran divenne uno degli insediamenti principali nella regione del Diyar Mudar e mantenne un notevole grado di autonomia. Durante la Prima Fitna, gli abitanti di Harran si schierarono con Mu'awiya I contro Ali nella Battaglia di Siffin nel 657, il che, secondo quanto riportato, provocò una brutale rappresaglia da parte di Ali, che massacrò gran parte della popolazione.
Sotto il Califfato omayyade (661–750), Harran prosperò e fu scelta come capitale dall'ultimo califfo omayyade, Marwan II, dal 744 al 750. Questa decisione potrebbe essere stata influenzata dalle simpatie pagane della città e dalla sua posizione strategica vicino alle province orientali dell'impero. Il ruolo di Harran come capitale sotto il dominio omayyade la portò a crescere come centro culturale e accademico, con la fondazione della prima università musulmana nel 717 sotto Umar II, che attirò studiosi da tutto il mondo islamico.
Sebbene Harran perse il suo status di capitale sotto il Califfato abbaside, continuò a fiorire, soprattutto durante il regno di Harun al-Rashid (786–809), quando la sua "università" divenne un importante centro di traduzione e attività intellettuale. La religione locale, che mescolava elementi del paganesimo mesopotamico e del neoplatonismo ellenico, persistette fino al X secolo, sebbene decreti periodici imponessero conversioni all'Islam, specialmente sotto Al-Ma'mun nell'830. Nonostante ciò, Harran mantenne la sua eterogeneità, con una popolazione che comprendeva musulmani, cristiani, ebrei e vari altri gruppi religiosi.

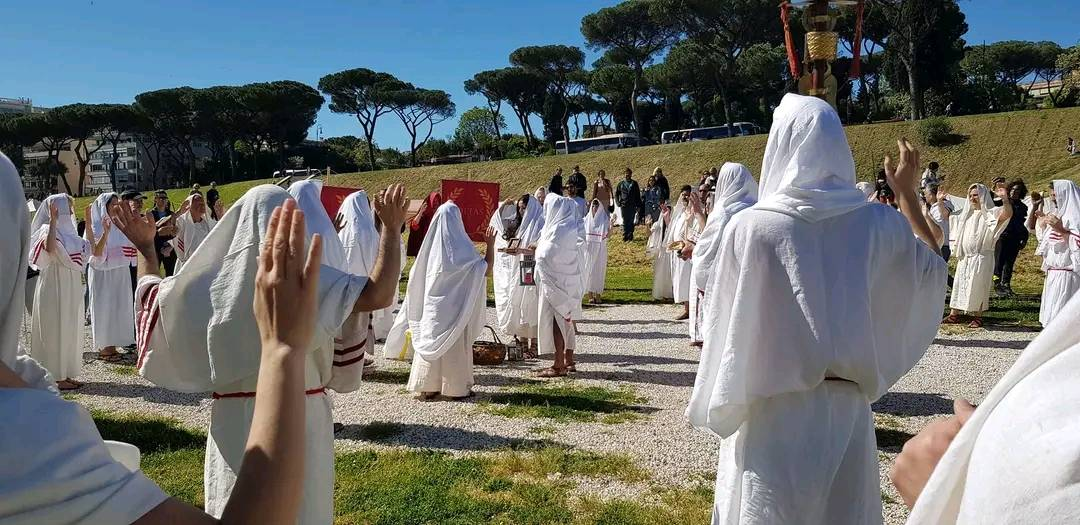
Rito ai numi tutelari di Roma in occasione del 2777 Natale di Roma. Svolto da Pietas Comunità Gentile

### Dal Rinascimento al Risorgimento
Differentemente da altre espressioni neopagane, come la wicca, nell'ambito della via romana agli dèi si afferma la sopravvivenza della religione pagana romana, tramandata attraverso i secoli in forma esoterica, ossia segreta e privata. In ogni caso, considerando gli dèi eterni e disponendo di fonti antiche sulla ritualità per l'officio del culto privato, non sarebbe comunque necessaria alcuna continuità storica. Nonostante l'interruzione della Pax Deorum, successiva all'abolizione del culto pubblico e i decreti di Teodosio I (fine del IV secolo), che proibivano anche il culto privato, la tradizione cultuale romana non sarebbe venuta meno, ma si sarebbe conservata all'interno di alcune famiglie (come i Latriani di origine maniota, di cui si afferma che sarebbero discesi i Medicii quali, dietro suggerimento di Giorgio Gemisto Pletone, istituirono l'Accademia neoplatonica). Costoro l'avrebbero segretamente tramandata nel tempo, costituendo un centro sacrale occulto, che in periodi favorevoli della Storia avrebbe anche avuto visibilità e influenza nella realtà sociopolitica italiana. 
Si porta come esempio il sorgere a Roma, intorno alla metà del Quattrocento, dell'Accademia Romana di Pomponio Leto (alunno di Gemisto Pletone), di cui è nota la celebrazione rituale del Natale di Roma il 21 aprile, l'evidenza archeologica di alcune iscrizioni scoperte nell'Ottocento, la restaurazione del Pontificato Massimo, detenuto da Leto stesso. Tale Accademia fu sciolta da papa Paolo II nel 1468 e i suoi membri incarcerati o perseguitati.
Dopo la Rivoluzione francese, l'avvocato francese Gabriel André Aucler (metà del 1700–1815) adottò il nome di Quintus Nautius e cercò di ristabilire il paganesimo in Francia. Ammiratore dell'Antica Grecia e dell'Antica Roma, si dichiarava discendente di un'antica famiglia sacerdotale romana. Pubblicò il libro La Thréicie nel 1799, in cui esponeva le sue visioni religiose e criticava il cristianesimo. Gérard de Nerval scrisse un saggio su di lui in Les Illuminés (1852), descrivendo il suo paganesimo come un esempio della persistenza della religiosità in tempi di declino della fede.

### Primo Novecento
Tra l'Ottocento e il Novecento il tentativo di proporre l'adozione di alcune forme rituali pagano-romane al nuovo Stato nazionale italiano fu tentato dall'archeologo Giacomo Boni (ara graminea sul Palatino, ludus Troiae, ecc.) e da ambienti esoterici della capitale.
Nel 1927 il filosofo ed esoterista Julius Evola, diede vita a Roma a una "catena magica", denominata Gruppo di Ur, e alla corrispondente rivista Ur (1927-1928); ne fece parte anche Arturo Reghini, discepolo del maestro pitagorico ed esponente di una catena iniziatica Amedeo Armentano. Nel 1928, Evola pubblicò il saggio Imperialismo Pagano, che può essere considerato il manifesto novecentesco del paganesimo politico italiano, al fine di contrastare i Patti lateranensi tra Stato e Chiesa. La rivista fu interrotta alla fine del 1928, per poi riprendere nel 1929 con il nuovo nome Krur.
Nel 1929 su Krur apparve un misterioso documento, proveniente da ambienti ermetici di Roma e firmato con lo ieronimo di Ekatlos, secondo i più attribuito all'orientalista Leone Caetani. Esso conteneva l'esplicita affermazione che la vittoria italiana nella prima guerra mondiale e l'avvento successivo del fascismo sarebbero stati propiziati, se non determinati, da alcuni riti etrusco-romani, compiuti a seguito di un misterioso ritrovamento di antichi reperti magici.

### Secondo Novecento
Il richiamo pubblico alla spiritualità precristiana di Roma, negli anni successivi, fino alla fine del fascismo, fu opera pressoché unicamente di Julius Evola. Da ambienti giovanili ruotanti attorno al filosofo romano riemerse, alle soglie degli anni settanta, un interesse "operativo" per la romanità pagana e per la stessa esperienza del Gruppo di Ur. Evola inserì nei suoi scritti anche concetti estranei alla religione classica romana (buddhismo, induismo, magia sessuale, nudità rituale privata).
A seguito di ciò, a Roma, Napoli, Messina nacque e si sviluppò il Gruppo dei Dioscuri, del quale Evola stesso era a conoscenza, che pubblicò una serie di quattro fascicoli dal titolo: L'Impeto della vera cultura, Le due Razze, Phersu maschera del Nume e Rivoluzione Tradizionale e Sovversione, per poi far perdere le sue tracce. Erroneamente considerato disciolto da alcuni autori, in particolare Renato del Ponte, il Gruppo dei Dioscuri ha continuato le proprie attività dal 1969, anche dopo la scomparsa del fondatore e guida spirituale, avvenuta nel 2000, manifestandosi in diverse regioni italiane. In Campania il reggente dei Dioscuri tenne la sua ultima e inconsueta apparizione pubblica in una conferenza intitolata "Oltre ogni distruzione - la Tradizione vive".
Un vivo interesse per la religione prisca di Roma emerse anche nella rivista evoliana Arthos, fondata a Genova nel 1972 e diretta da Renato del Ponte, autore di Dei e miti italici (1985) e La religione dei Romani (1993). Nel 1984, le esperienze dei Dioscuri messinesi furono riprese nel Gruppo Arx di Salvatore Ruta, già componente del gruppo originario, e nella pubblicazione del trimestrale La Cittadella.
Nel 1988 viene fondato il Movimento Tradizionale Romano, unificando vari gruppi. Tra i fondatori ci sono Salvatore Ruta, Renato del Ponte e Roberto Incardona. 
Dal 1984 al 1986, tra Calabria e Sicilia, si rimanifestò anche l'Associazione Pitagorica, definita dai suoi portavoce come «lo stesso sodalizio fondato da Arturo Reghini nel dicembre del 1923», che pubblicava la rivista Yghìeia. L'associazione cessò ufficialmente di esistere nel 1988 con la morte del suo presidente, Sebastiano Recupero.
Uno dei membri, Roberto Sestito, diede poi vita ad autonome attività editoriali, dalla rivista Ignis (1990-1992), all'omonima casa editrice, al bollettino Il flauto di Pan (2000): il tema religioso e rituale pagano-romano però, malgrado le dichiarazioni di principio, fu pressoché assente. Tra il 1979 e il 1989, la casa editrice genovese Il Basilisco, pubblicò una trentina di opere nella Collana di Studi Pagani,  tra le quali: Simmaco, Relazione sull'altare della Vittoria; Porfirio, Lettera ad Anebo; Giamblico, I Misteri; Proclo, Elementi di teologia; De Angelis, Il nome arcano di Roma; Giuliano Imperatore, Inno alla Madre degli Dèi; Giandomenico Casalino, Il nome segreto di Roma. Tra i collaboratori vi furono Renato del Ponte, Diego Meldi, Giandomenico Casalino e Glauco Berrettoni.
Il tema della Tradizione Romana è stato presente anche nella rivista dell'associazione Senatus di Piero Fenili e Marco Baistrocchi (quest'ultimo morto nel 1997): Politica Romana (1994-2004). Pubblicazione di elevato livello culturale, è stata considerata da molti una rivista romano-pagana, pitagorica e "reghiniana".
Un famoso attivista fu l'attore Roberto Corbiletto, morto misteriosamente in un incendio forse causato da un fulmine nel 1999.

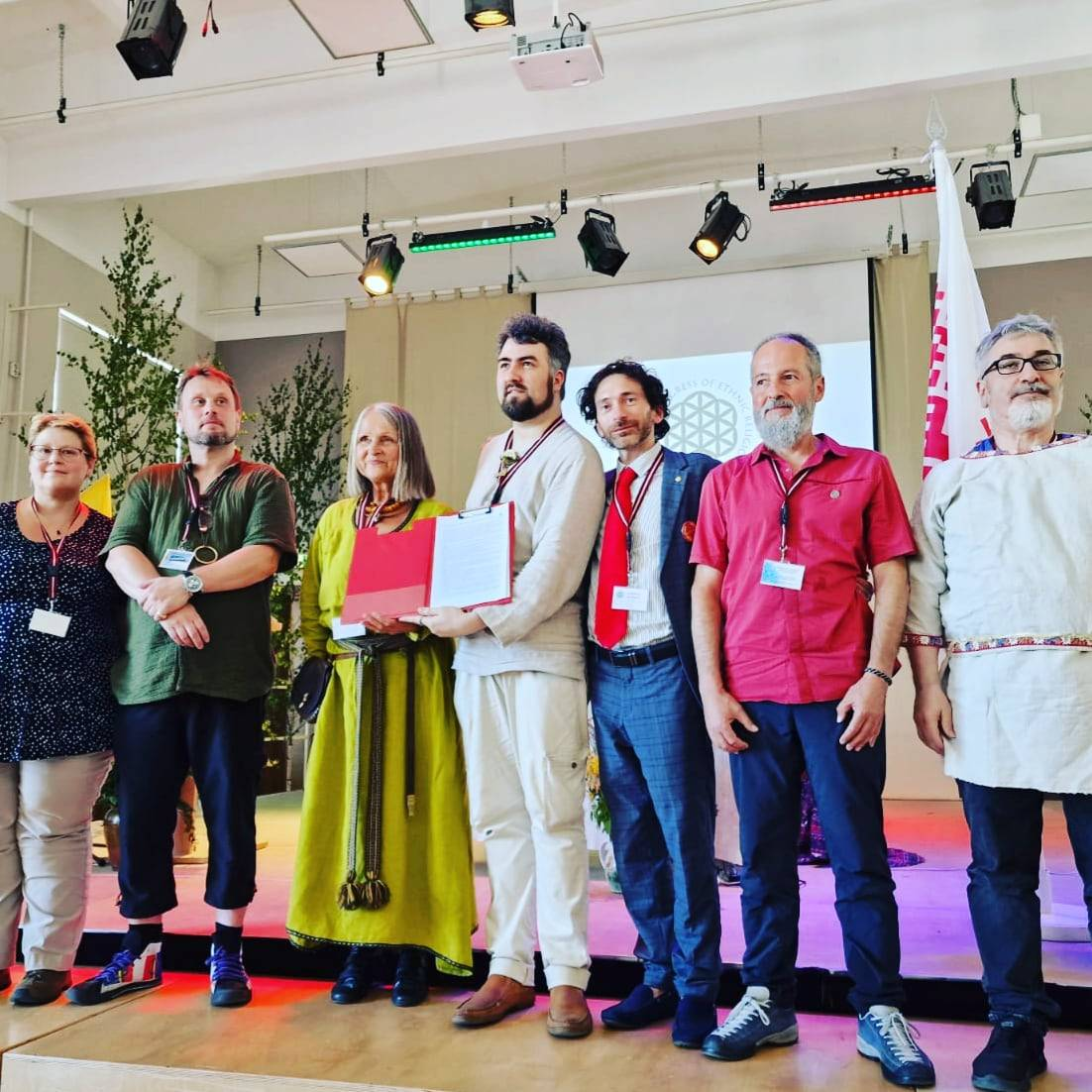
Congresso Europeo delle Religioni Etniche (ECER) 2023

### Anni Duemila
Negli anni Duemila, l'Associazione Tradizionale Pietas si è impegnata nella ricostruzione di diversi templi in tutta Italia e ha iniziato il percorso legale per ottenere il riconoscimento giuridico da parte dello stato, ispirandosi a organizzazioni simili in altri paesi europei, come le associazioni Thyrsus e YSEE in Grecia. Il 30 giugno 2023, Pietas ha preso parte all'incontro dell'ECER, dove delegazioni di associazioni provenienti da 17 nazioni hanno redatto e firmato la Dichiarazione di Riga,  volta a portare i governi delle varie organizzazioni a riconoscere le religioni etniche europee. Inoltre dall inizio del nuovo millennio alcuni gruppi hanno ripreso a svolgere riti pubblici come il rito nel giorno del Natale di Roma.
La via romana agli dei vede la presenza e l'azione nel territorio italiano di varie realtà indipendenti, continuando il pluralismo di associazioni già presente negli anni Ottanta e Novanta. 
Il Movimento Tradizionale Romano porta avanti con continuità le sue attività cultuali e culturali, sia registrandosi come Associazione di Promozione Sociale / Associazione del Terzo Settore, sia aderendo prima al WCER nel 2005 e poi come membro attivo dell'ECER, organizzando ed ospitando il Congresso dell'ECER tenutosi a Roma nel 2018. Il Movimento Tradizionale Romano inoltre possiede una testata giornalistica online, Saturnia Tellus, registrata al Tribunale di Roma, nonché un canale di Religione Romana Gentile.